# 중국공산당 전국대표대회
중국공산당 전국대표대회(중국어 간체자: 中国共产党全国代表大会, 정체자: 中國共產黨全國代表大會, 병음: Zhōnguó Gòngchǎndǎng Quánguó Dàibiǎo Dàhuì)는 5년마다 열리는 중국공산당의 당 대회이다. 

## 상세
전국대표대회는 이론적으로 중국공산당 내의 최고 권력기관이다. 약칭은 전대라고 한다. 그러나 실제로는 중요한 결정들은 대회가 열리기 전에 이미 만들어진다. 1987년 이래 전국대표대회는 항상 10월 또는 11월에 열렸다. 개최 장소는 1956년의 첫 시작 이래, 항상 베이징의 인민대회당에서 열린다. 지난 20년 동안 이 대회는 중화인민공화국의 정치적 리더십의 변화에서 상징적인 부분으로써 중추적 역할을 하였으며, 국제적인 미디어들의 관심의 대상이 되었다.

## 역대 전국대표회의
| 전대   | 기간                                                               | 장소     | 정치보고자 | 대표 수 | 당원 수  | 주요 결정                                           |
| ------ | ------------------------------------------------------------------ | -------- | ---------- | ------- | -------- | --------------------------------------------------- |
| 제1차  | 1921년 7월 23일 ~ 1921년 7월 31일                                  | 상하이   | 천두슈     | 13      | 57       | 창당대회                                            |
| 제2차  | 1922년 7월 16일 ~ 1922년 7월 23일                                  | 상하이   | 천두슈     | 12      | 195      | 2단계 혁명론 채택                                   |
| 제3차  | 1923년 6월 12일 ~ 1923년 6월 20일                                  | 광저우   | 천두슈     | 30      | 432      | 제1차 국공합작 결의                                 |
| 제4차  | 1925년 1월 11일 ~ 1925년 1월 22일                                  | 상하이   | 천두슈     | 20      | 994      | 국민혁명 결의                                       |
| 제5차  | 1927년 4월 27일 ~ 1927년 5월 9일                                   | 한커우   | 천두슈     | 82      | 57900    | 취추바이 노선                                       |
| 제6차  | 1928년 6월 18일 ~ 1928년 7월 11일                                  | 모스크바 | 취추바이   | 142     | 40000    | 리리싼 노선                                         |
| 제7차  | 1945년 4월 23일 ~ 1945년 6월 11일                                  | 옌안     | 마오쩌둥   | 755     | 1210000  | 마오쩌둥 사상 지도이념 명기                         |
| 제8차  | 1956년 9월 15일 ~ 1956년 9월 27일 1958년 5월 5일 ~ 1958년 5월 23일 | 베이징   | 류사오치   | 1133    | 10730000 | 사회주의 개조 완성 선언                             |
| 제9차  | 1969년 4월 1일 ~ 1969년 4월 24일                                   | 베이징   | 린뱌오     | 1512    | 22000000 | 린뱌오 후계자 명시                                  |
| 제10차 | 1973년 8월 24일 ~ 1973년 8월 28일                                  | 베이징   | 저우언라이 | 1249    | 28000000 | 린뱌오 격하                                         |
| 제11차 | 1977년 8월 12일 ~ 1977년 8월 18일                                  | 베이징   | 화궈펑     | 1510    | 35000000 | 문화대혁명 종결 선언                                |
| 제12차 | 1982년 9월 1일 ~ 1982년 9월 11일                                   | 베이징   | 후야오방   | 1690    | 39650000 | 당장 개정. 개혁개방                                 |
| 제13차 | 1987년 10월 25일 ~ 1987년 11월 1일                                 | 베이징   | 자오쯔양   | 1997    | 46000000 | 사회주의초급단계론                                  |
| 제14차 | 1992년 10월 12일 ~ 1992년 10월 18일                                | 베이징   | 장쩌민     | 2000    | 51000000 | 사회주의시장경제                                    |
| 제15차 | 1997년 9월 12일 ~ 1997년 9월 18일                                  | 베이징   | 장쩌민     | 2074    | 58000000 | 덩샤오핑 이론 당장에 명기                           |
| 제16차 | 2002년 11월 8일 ~ 2002년 11월 14일                                 | 베이징   | 장쩌민     | 2032    | 66355000 | 장쩌민 삼개대표사상 당장에 명기                     |
| 제17차 | 2007년 10월 15일 ~ 2007년 10월 21일                                | 베이징   | 후진타오   | 2213    | 73360000 | 후진타오 과학적 발전관 당장에 명기                  |
| 제18차 | 2012년 11월 8일 ~ 2012년 11월 14일                                 | 베이징   | 후진타오   | 2270    | 82600000 |                                                     |
| 제19차 | 2017년 10월 18일 ~ 2017년 10월 24일                                | 베이징   | 시진핑     | 2300    | 89447000 | '시진핑 신시대 중국 특색 사회주의 사상' 당장에 명기 |
| 제20차 | 2022년 10월 16일 ~ 2022년 10월 22일                                | 베이징   | 시진핑     | 2296    | 96710000 | "양개수호"의무 당장에 명시                          |

## 이름
전국대표대회는 중화인민공화국의 입법기관인 전국인민대표대회와는 다르므로 혼동을 피해야 한다.
또한, 전국대표대회는 중국인민정치협상회의와도 다르므로 혼동을 피해야 한다.